# Piret Järvis
Piret Järvis-Milder (Tallinn, 6 de fevereiro de 1984) é uma apresentadora de televisão, cantora, guitarrista e compositora estoniana, e integrante da banda Vanilla Ninja.

## Vida
Filha de Maire e Enno Järvis, ela tem uma irmã mais velha e um irmão mais novo. Depois de terminar o ensino médio, ela entrou na International University of Concordia, onde se formou em Mídia e Relações Públicas. Mais tarde, ela continuou a estudar jornalismo na Universidade de Tartu.
Ela foi um dos quatro membros que formaram o Vanilla Ninja em 2002 e escreveu a letra da música "Club Kung Fu", que tornou o Vanilla Ninja conhecido na Estônia. Ela continuou como letrista de muitas das canções da banda, como "Birds Of Peace", "I Don't Care at All", "Black Symphony" etc. Embora inicialmente tivesse desempenhado um papel mais de 'background' no grupo, ela apresentou pesadamente em seu álbum de 2005, Blue Tattoo, devido à saída de Maarja Kivi (a ex-vocalista) em 2004. Järvis-Milder frequentemente agia como porta-voz do grupo em entrevistas e em várias ocasiões foi considerado o membro mais bonito e estiloso. Em 2005 ela foi eleita a mulher mais sexy da Estônia do ano pelos leitores da Estônia.
Järvis-Milder deu os votos da Estônia na Eurovisão 2011, que confirmou matematicamente a primeira vitória do Azerbaijão na competição.
Ela trabalhou para diferentes canais de TV da Estônia desde 2002, incluindo TV3, MTV Baltics, e atualmente é apresentadora e jornalista da Estonian Public Broadcasting. Ela já apresentou programas como "Pealtnägija", "Eesti Laul", "Jõulutunnel", "Terevisioon" etc.